# Pongrácz Imre (színművész)
Pongrácz Imre (Debrecen, 1926. március 30. – Vancouver, Kanada, 1997. augusztus 28.) Jászai Mari-díjas (1954) magyar színész.

## Életpályája
1944-ben végzett a Színház- és Filmművészeti Főiskola hallgatójaként. 1944–1949 között a Pódium Kabaréban volt látható. 1951–1953 között a Magyar Néphadsereg Színháza tagja volt. 1953-tól a szolnoki Szigligeti Színházban játszott. 1956 után elhagyta az országot. Az 1960-as években hazatért, a Vidám Színpadon és a győri Kisfaludy Színházban lépett fel, majd 1977-ben ismét elhagyta az országot.

## Színházi szerepei
A Színházi Adattárban regisztrált bemutatóinak száma: 42.
- Molnár Ferenc: Az ördög (András)
- Szenes–Kellér: Az alvó férj (Tóni)
- Létraz: Két bolond egy pár (Oktáv)
- Raszkin–Szlobodszkij: Filmcsillag (Tolja)
- Molière: Gömböc úr (Patikus)
- Szurov: Vadnyugat (Charlie Marchell)
- Csiky Gergely: Ingyenélők (Bankó Béni)
- Gyakonov: Házasság hozománnyal (Nyikolaj Kurocskin)
- Caragiale: Éjszaka Dumitrache főnök úr házában (Chiriac)
- Urbán Ernő: Gál Anna diadala (Tüttő Gábris)
- Gogol: Leánynéző (Podkoljószin)
- Csirszkov: Győztesek (Minutka)
- Fényes Szabolcs: Szerencsés flótás (Péter)
- Fejér István: Bukfenc (Bernát Gyula)
- Molnár Ferenc: Olympia (Krehl)
- Shaw: Pygmalion (Doolittle)
- Tóth Miklós: Jegygyűrű a mellényzsebben (Csóri Antal)
- Róna Tibor: Kicsi vagy kocsi?
- Thomas: Gyilkostársak (César)
- Dosztojevszkij: Két férfi az ágy alatt (Sabrin)
- Mithois: Férjvadász (Auguste)
- Hofi–Marton–Szilágyi–Komlós: Tiszta vizet a fejekbe
- Wolf Péter: Napkirály (Ádáz Lajos)
- Balzac: A tőzsdelovag (Justin)
- Schönthan: A szabin nők elrablása (Rettegi Fridolin)
- Csiky Gergely: A nagymama (Tódorka Szilárd)
- Huszka Jenő: Mária főhadnagy (Zwickli Tóbiás)
- Molière: Az úrhatnám polgár (Jourdain úr)

## Filmszerepei

### Játékfilmek
- Forró mezők (1948) – az egyik uraság
- Tűz (1948) – Kolumbács Tivadar, Izabella vőlegénye
- Díszmagyar (1949) – utcai szélhámos
- Szabóné (1949) – a film végén a táncoló munkások egyike
- Lúdas Matyi (1949) – az egyik cigány muzsikus
- Dalolva szép az élet (1950) – Swing Tóni
- Kis Katalin házassága (1950) – Gyuszi
- A selejt bosszúja (1951; rövid játékfilm) – Egy utas
- A képzett beteg (1952; rövid játékfilm) – Sóvágó József
- Állami áruház (1952) – Akire Dániel rásózza a szűk zakót
- A város alatt (1953) – Füge
- Csapj az asztalra! (1953; rövid játékfilm) – Bánó, újítási előadó egyben sportfelelős
- Föltámadott a tenger (1953)
- Kiskrajcár (1953) – Baksa
- Péntek 13 (1953; rövid játékfilm) – Ákos sógora
- A bűvös szék (1954; rövid játékfilm) – Kállay, tanácsos
- Fel a fejjel (1954) – Müller
- Körúti tánc (1954; rövid játékfilm) – Kovács Péter műszaki rajzoló
- Az ördög nem alszik... (1955; rövid játékfilm/reklámfilm) – a férfi, aki olvasás közben, cigarettával a kezében elalszik
- Böske (1955; rövid játékfilm) – Kocka Pál
- Egy pikoló világos (1955) – Laci
- Az élet hídja (1955) - A jómódúak egyike, akik kételkednek az új híd felépülésében
- A csodacsatár (1956) – Jóska, a csodacsatár
- A kabát (1956; rövid játékfilm)
- Dollárpapa (1956) – Második börtönőr
- Nem (1965)
- Tilos a szerelem (1965) – Mókuska
- És akkor a pasas… (1966) – Popper könyvelője
- Fügefalevél (1966) – Vasutas
- Minden kezdet nehéz (1966)
- Változó felhőzet (1966) – Nyilas
- Jaguár (1967) – Cvibak Oszkár
- Egy szerelem három éjszakája (1967) – Házmester
- Nem várok holnapig… (1967)
- Segítség, lógok (1967) – Kovács, villanyszerelő
- A vőlegény nyolckor érkezik (1972) – Kotlár Jenő
- Kincskereső kisködmön (1972) – Bordács
- A törökfejes kopja (1973) – Johan, Panzerkopf szolgája
- Illatos út a semmibe (1974) – Hompola
- Két pont között a legrövidebb görbe (1975) – Raktáros
- Legenda a nyúlpaprikásról (1975) – A bakter

### Tévéfilmek
- Kakuk Marci nagy szerencséje (1966) – Soma
- Közbejött apróság (1966)
- Én, Strasznov Ignác, a szélhámos (1966) – a második részben az Óbudai Hajógyár vezérigazgatója, Radó
- Könnyű kis gyilkosság (1967) – Szobapincér
- Úton (1967)
- Egy óra múlva itt vagyok (1971) – Krilov
- Ficzek úr (1974)
- Fürdés (1974) – Szász bácsi
- Zendül az osztály (1975) – Záró tanár
- Robog az úthenger (1976) – a második részben az egyik vízirendőr, Hákubala András
- Kántor (1976) – Bazáros a piacon
- Hungária Kávéház (1976, tévésorozat) – Stuffer úr
- Második otthonunk: Az áruház (1978) – egyik eladó az áruházban, akinél csingilingit keres az vásárló